# Gaspar de Guzmán
Gaspar de Guzmán y Pimentel, vévoda ze Sanlúcaru, hrabě z Olivaresu (6. ledna 1587 - 22. července 1645), byl španělský grand, favorit krále Filipa IV. a ministr. Jako předseda vlády v letech 1621 až 1643 nadměrně zatížil Španělsko válkami a neúspěšně se pokusil o vnitropolitickou reformu. Jeho úsilí o znovudobytí Nizozemska vedla k novému vzplanutí osmdesátileté války v době, kdy bylo Španělsko také zapleteno do třicetileté války (1618–1648). Kromě toho jeho pokusy o centralizaci moci a zvýšení válečného zdanění vedly ke vzpourám v Katalánsku a v Portugalsku, což způsobilo jeho pád.